# Parafia św. Wawrzyńca w Braszowicach
Parafia św. Wawrzyńca w Braszowicach – rzymskokatolicka parafia znajdująca się w dekanacie ząbkowickim południowym, w diecezji świdnickiej. Została erygowana w XVII w. Jej proboszczem od 2025 roku jest ks. Roman Tomaszczuk (w latach 2023-2025 administrator). 

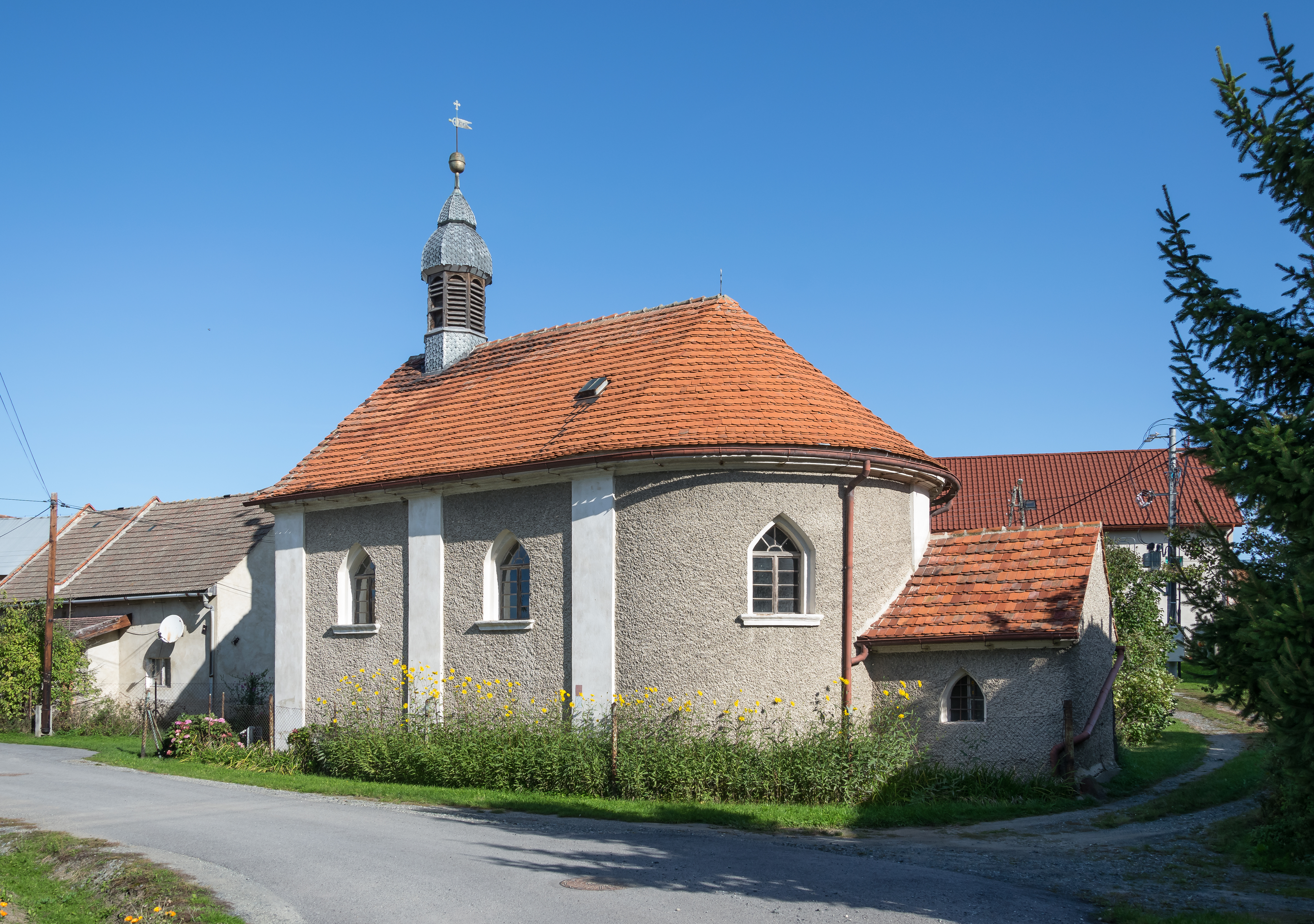
Kościół filialny w Grochowiskach